# Eduard Hechler

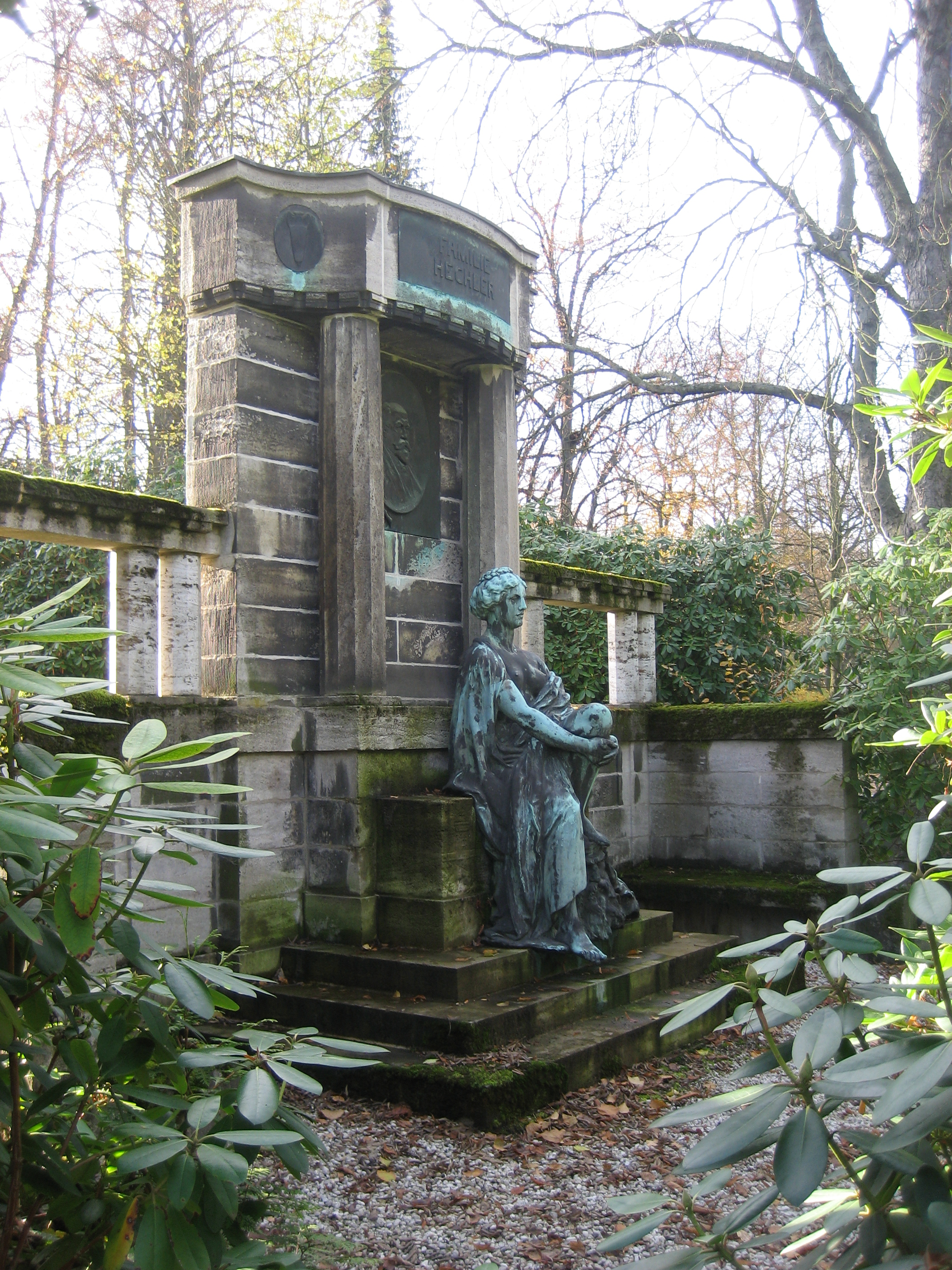
Eduard Hechlers Grab auf dem Städtischen Friedhof Chemnitz

Philipp Gottfried Benjamin Eduard Hechler (* 16. März 1838 in Rohrbach (Ober-Ramstadt) bei Darmstadt; † 23. Dezember 1910 in Chemnitz) war ein deutscher Architekt und kommunaler Baubeamter.

## Leben
Hechler studierte an der Universität Gießen. Zuerst war er Stadtbaumeister in Darmstadt. Später ging er nach Chemnitz und war zweiter Stadtbaurat in der kommunalen Bauverwaltung. Dort ging es Hechler vor allem um die ingenieurtechnische Meisterung der Grundversorgung für die schnell wachsende Großstadt.
In Chemnitz baute er unter anderen den Schlachthof am Wettinerplatz (von 1881 bis 1883), die Chemnitzer Markthalle (1891), die Talsperre in Einsiedel (von 1890 bis 1893), die Realschule an der Wielandstraße in den Jahren 1892 von 1893 und die Talsperre Neunzehnhain (von 1903 bis 1909). Zu seinen Bauten zählte auch das im Jahre 1889 gebaute neue Rathaus am Beckerplatz, welches im Jahre 1945 zerstört wurde. Bei allen Bauten wandte er dabei die eleganten Formen der Neorenaissance italienischer Prägung an.
Nachdem 1900 das Stadtbauamt geteilt wurde, war der aus Dresden kommende Richard Möbius für den Hochbau zuständig. Bis zu seiner Pensionierung im Jahre 1909 blieb Eduard Hechler aber für den Tiefbau und die technischen Anlagen der Kommune verantwortlich.

## Ehrungen
Für seine Tätigkeit in Darmstadt erhielt er am 20. Juni 1870 den großherzoglich hessischen Philipps-Orden in der Ausprägung Ritter II. Klasse.
Am 23. Juli 1872 erhielt er das großherzoglich hessische Militär-Sanitätskreuz verliehen.
Bei seinem Ausscheiden erhielt die vom Schloßteich zum Küchwald führende Straße den Namen Hechlerstraße.

## Schriften (Auswahl)
- Die bauliche Entwicklung der Stadt Chemnitz in den letzten Jahren. In: Denkschrift des 25. Baugewerkentages zu Chemnitz am 15.–17. September 1889. Verband Deutscher Baugewerksmeister, Chemnitz 1889, S. 36–45.